# Клеве
Клеве (нем. Kleve, нидерл. Kleef, фр. Clèves) — город в Германии, районный центр, курорт, расположен в земле Северный Рейн-Вестфалия.
Город подчинён административному округу Дюссельдорф. Входит в состав района Клеве. Население составляет 49,3 тыс. человек (2009); в 2000 г. — 48,6 тысяч. Занимает площадь 97,79 км². Официальный код — 05 1 54 036.

## История
В XI—XV веках город был столицей графства, а в 1417—1609 гг. — герцогства Клевского. Отсюда родом была английская королева Анна Клевская. Долгое время находился в тесной политической связи с соседним герцогством Гельдернским.
В 1521 году в состав герцогства вошли графства Юлих, Берг и Марк. Результатом Войны за клевское наследство (1609—1614) стал раздел герцогских владений между Пфальцем и Бранденбургом. Значительную часть этих земель в 1672 году оккупировала Голландская республика.

## Административное деление
Город Клеве разделён на 15 районов: собственно центр Клеве, Биммен, Бринен, Варбайен, Вардхаузен, Донсбрюгген, Дюффельвард, Гритхаузен, Кекен, Келлен, Матерборн, Райхсвальде, Риндерн, Сальморт, Шенкеншанц.

## Личности
- Екатерина Клевская (1417-1479) — герцогиня Гелдерна в браке с Арнольдом Эгмонтом. Регент Гелдерна в отсутствие мужа в 1450 году.
- Мария Элеонора Юлих-Клеве-Бергская (1550-1608) — принцесса Юлих-Клеве-Бергская, в замужестве герцогиня Прусская из дома Ламарков.
- Сибилла Юлих-Клеве-Бергская (1557-1628) — дочь герцога Юлих-Клеве-Бергского, в замужестве маркграфиня Бургау.
- Говерт Флинк (1615-1660) — живописец, известен как портретист, мастер исторической картины, один из художников Золотого века голландской живописи.
- Генриетта Амалия Ангальт-Дессауская (1666-1726) — принцесса Ангальт-Дессауская из династии Асканиев, в замужестве княгиня Нассау-Дицская.
- Людвиг Бранденбургский (1666-1687) — принц и маркграф Бранденбурга.
- Иван Карпович Эльмпт (1725-1802) — российский военный деятель, 34-й генерал-фельдмаршал, участник основных войн екатерининского времени.
- Иоганн Гельфрих (фон) Мюллер (1746-1830) — инженер и архитектор. Разработал малогабаритный механический калькулятор.
- Анахарсис Клоотс (1755-1794) — политический деятель и революционер времён Великой французской революции; философ-просветитель, активный публицист.
- Карл Георг Маассен (1769-1834) — прусский государственный деятель.
- Петер Бейт (1781-1853) — прусский политик, государственный деятель.
- Дист Генрих фон (1785-1847) — прусский военный деятель, генерал-лейтенант. Был членом ордена Иоаннитов.
- Бернхард Алоиз фон Гудден (1824-1886) — психиатр, основатель мюнхенской психиатрической школы.
- Ангенхайстер Густав Генрих (1878-1945) — физик и сейсмолог.
- Арнтц, Эгидий Рудольф Николаус (1812—1884) — бельгийский юрист.
- Барбара Хендрикс (* 1952) — политик, член Социал-демократической партии Германии, с 17 декабря 2013 года до 14 марта 2018 года министр экологии, охраны природы, строительства и безопасности ядерных реакторов. В 1998—2007 парламентский статс-секретарь при министерстве финансов.
- Тина Тойне (* 1953) — футболистка и футбольный тренер. Возглавляла сборную Германии, привела команду к титулам чемпионов мира (2003) и чемпионов Европы (1997, 2001 и 2005), а также к третьей ступени пьедестала почёта на летних Олимпийских играх (2000, 2004).
- Райнер Рауффманн (* 1967) —  футболист, выступавший за сборную Кипра.

## Галерея

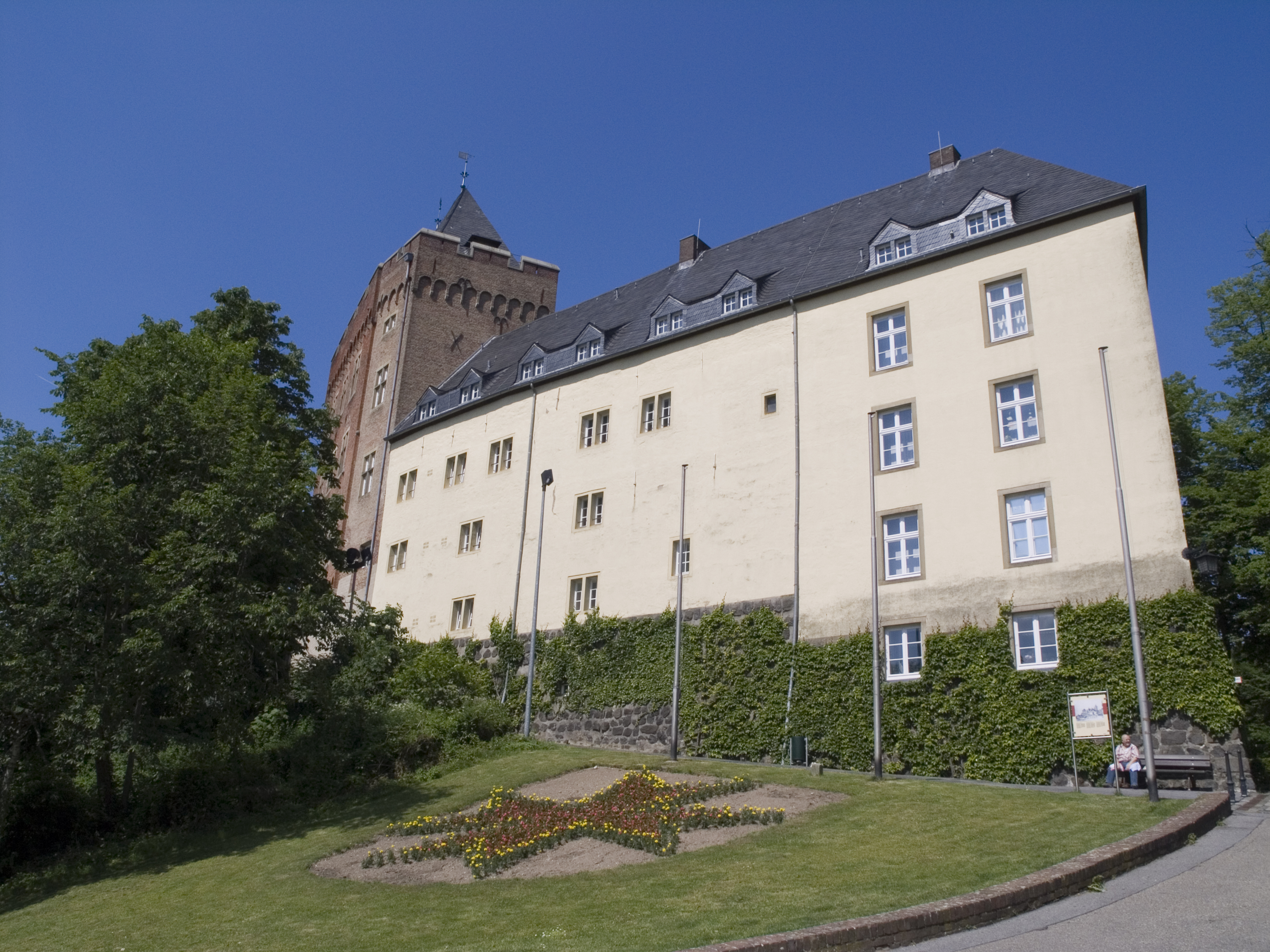
Замок Шваненбург
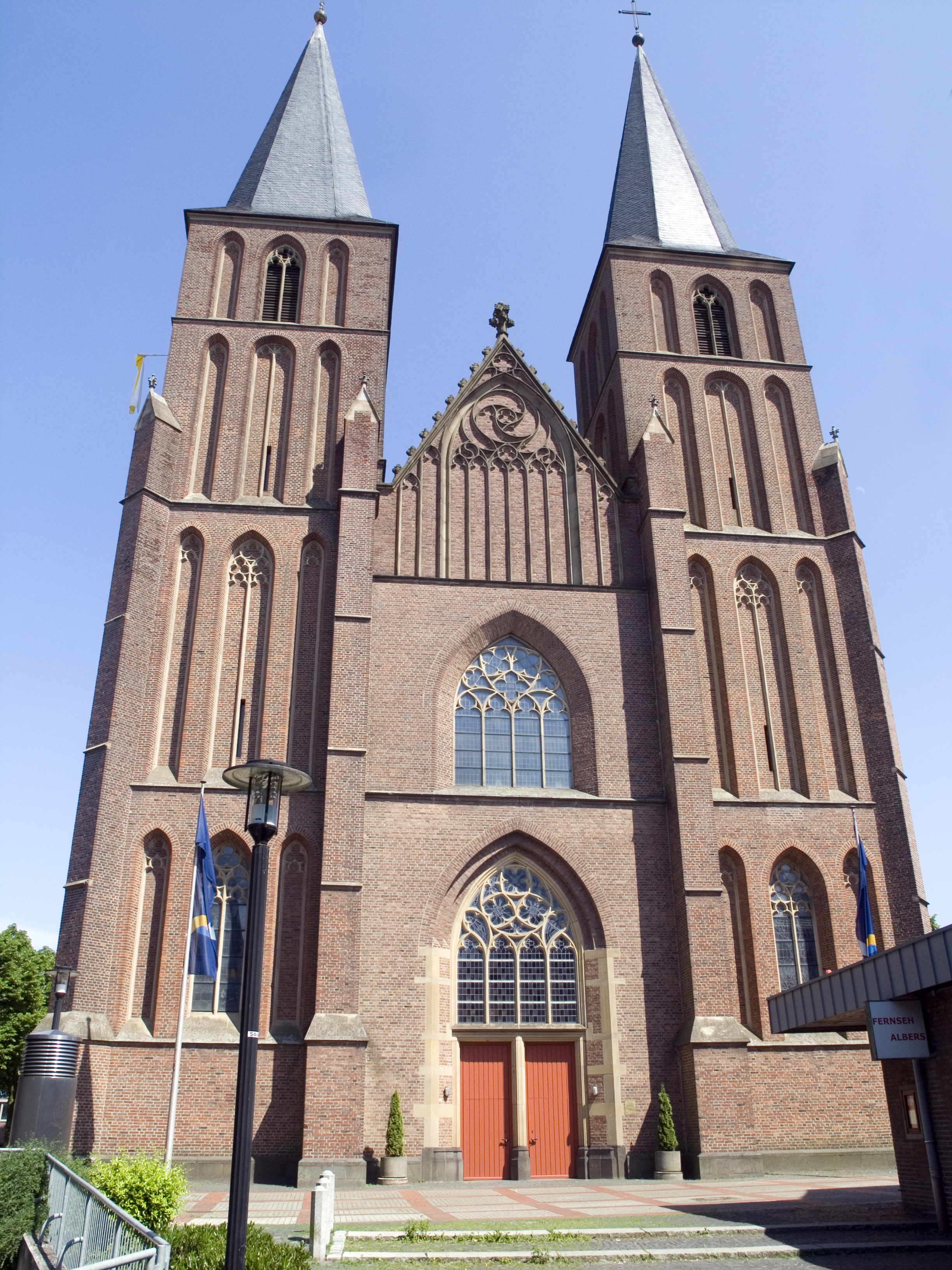
Церковь Успения Девы Марии